# Парижский автосалон

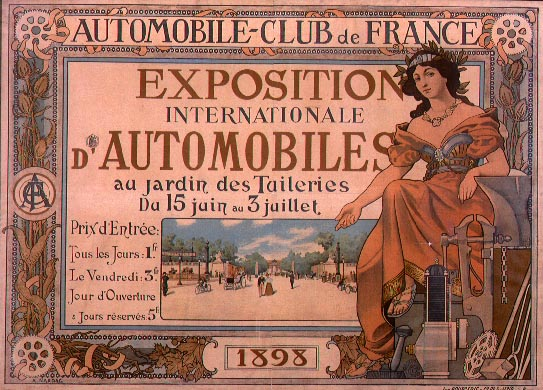
Плакат автосалона 1898 года

Парижский автосалон (фр. Mondial de l'Automobile, англ. Paris Motor Show) проводится в Париже в Paris Expo в Porte de Versailles, раз в два года в начале октября (в четные годы).

## История
Первое в мире автомобильное шоу было проведено в 1898 году в саду Тюильри (фр. Jardin des Tuileries) по инициативе маркиза Альбера де Диона (фр. Jules-Albert de Dion) — пионера французского автопрома. Только небольшое количество самых новых автомобилей было представлено под открытой крышей этого салона. Чтобы подтвердить обоснованность данного способа транспортации, владельцам авто необходимо было доехать от Версаля до Парижа. Несмотря на то, что президент Франции открыл это первое Парижское Мотор Шоу, он всё же был скептически настроен к автомобилям и своё мнение высказал, демонстративно покинув салон на лошадиной упряжке.
До 1922 года все имевшиеся на то время автомобилестроители были в распоряжении Парижского Мотор Шоу, которое впоследствии под влиянием французского языка стало называться Салон Дэль Авто (Salon De l’Auto). Peugeot, Renault и Citroën представляли свои новые модели, к примеру Unio. Ситроен, предвосхищая факт использования автомобилей женщинами, представил наблюдателям «5CV», который был оптимизирован специально для представительниц слабого пола.
С 1939 по 1946 года Парижский автосалон не проводился из-за Второй мировой войны.
В 1950-х годах на Авто Шоу дебютировал Peugeot 403, первый французский автомобиль на дизельном топливе. На протяжении 1960-х — 1970-х годов Парижское Мотор Шоу заставило наблюдателей трепетать при появлении Porsche 911, Plymouth Barracuda, Volkswagen Golf (в Америке прозванный «Кроликом»).
В 1976 году было принято решение проводить автосалон раз в два года, беря пример с Франкфуртского автосалона в Германии. В 1988 году Парижский автосалон был переименован с Salon de l’Auto на Mondial de l’Automobiles. Будучи самым первым проведённым автосалоном в мире, Парижское Мотор Шоу остаётся глубоко в сердцах автомобилестроителей и автолюбителей, и вполне логично, что большое количество мировых автопремьер происходит именно тут.

## Галерея

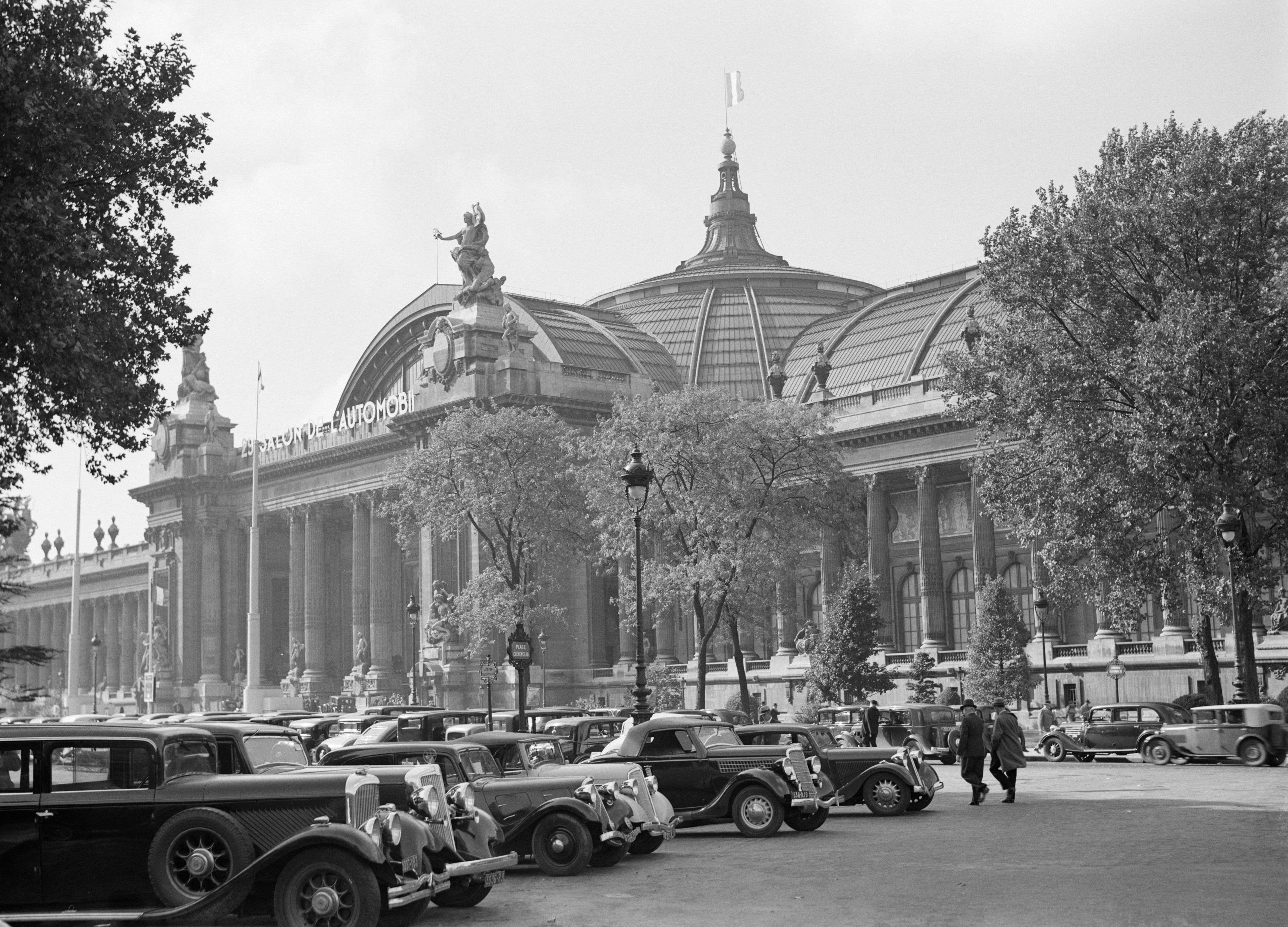
Автосалон в 1935 году
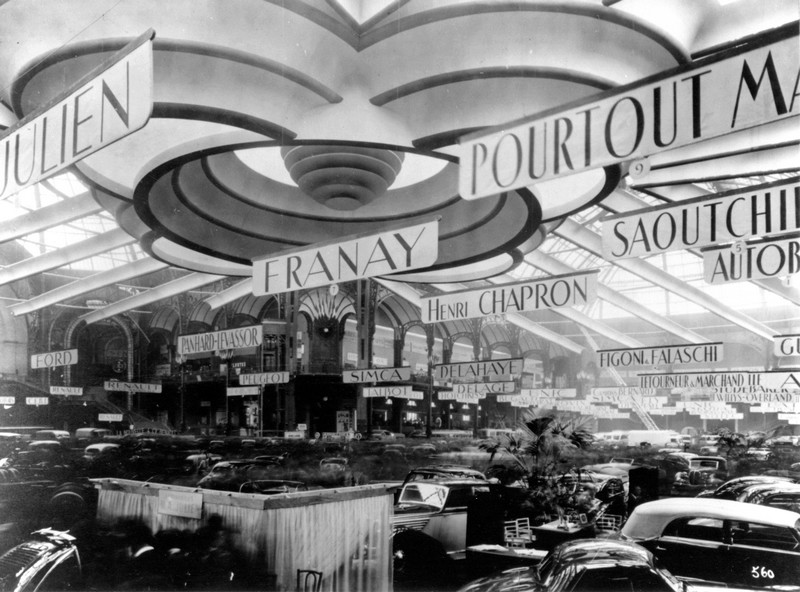
Автосалон в 1946 году
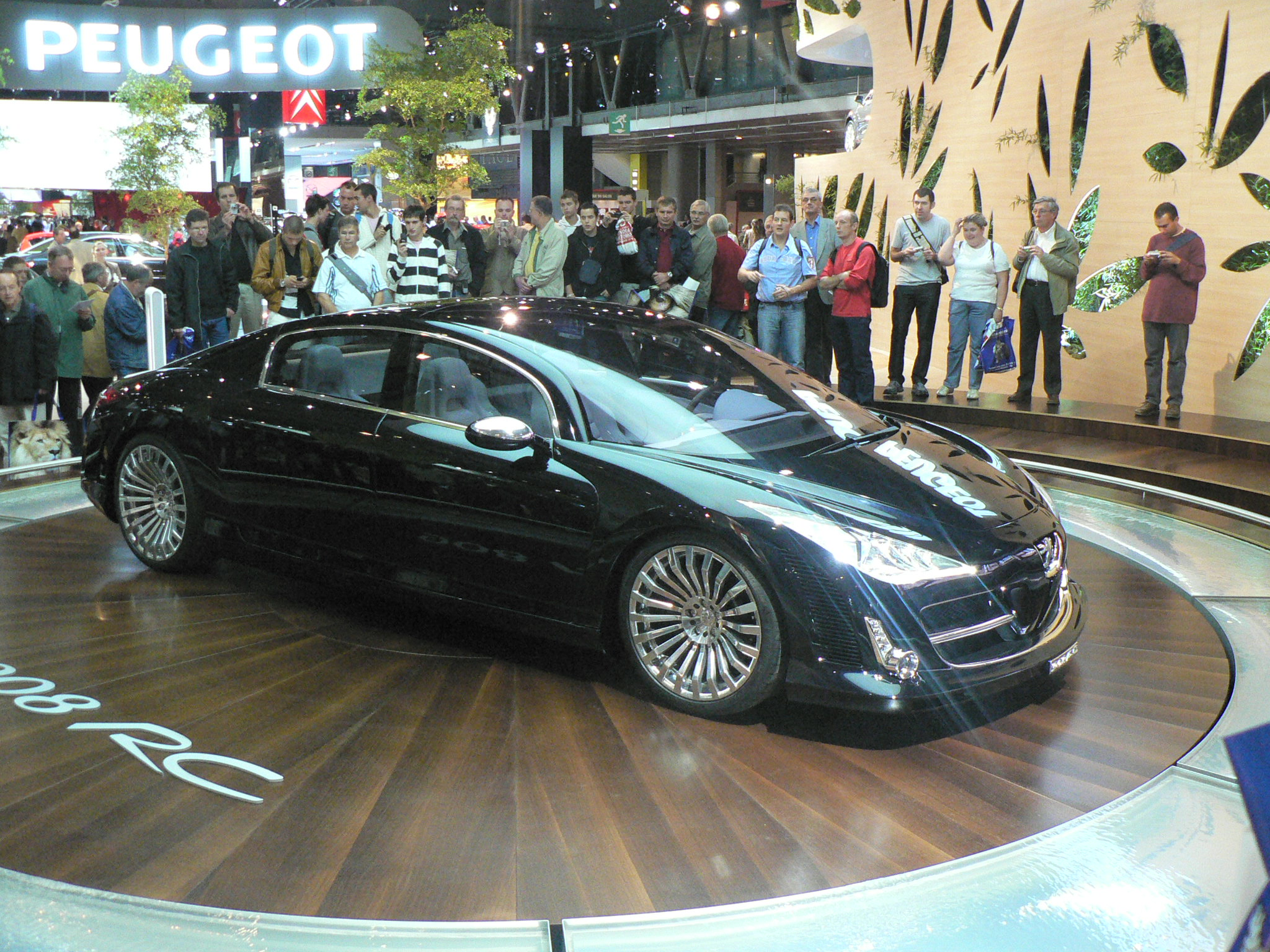
Peugeot 908 на автосалоне в 2006 году
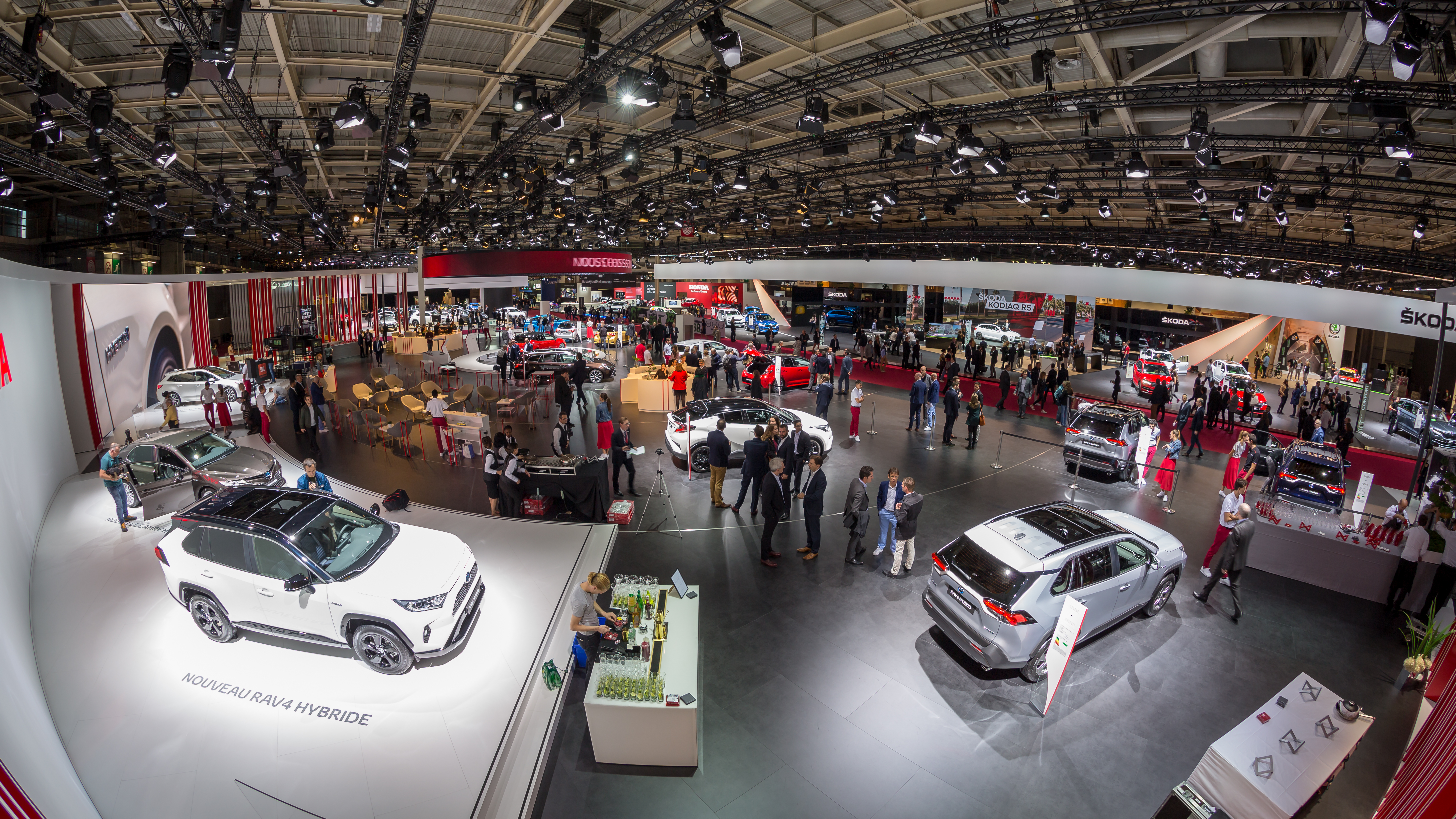
Автосалон в 2018 году

## 2002
Проходил с 28 сентября по 13 октября 2002.
| - Citroen C3 Pluriel - Peugeot 307 CC - Renault Mégane II | - Nissan Micra K12 - Porsche Cayenne - Volkswagen Touareg | - Audi A8 - Toyota Land Cruiser - Opel Meriva |

### Концепт-кары
| - Citroen C-Airdream - Ford Focus C-MAX MAV Concept | - Renault Ellypse | - Kia KCV-II |

## 2004
Проходил с 25 сентября по 10 октября 2004 года.

| - Alfa Romeo 147 - Aston Martin Vanquish S - Audi A3 Sportback - Audi A4 - BMW 1 Series - BMW M5 - Chevrolet Kalos (3-door) - Chevrolet M3X - Chevrolet S3X - Chrysler 300C Touring - Citroën C4 - Citroën C5 - Ferrari F430 - Fiat Panda 4x4 Climbing - Fiat Stilo Uproad | - Ford Focus (3- and 5-door hatchbacks, station wagon) - Honda CR-V (diesel) - Honda Jazz - Hyundai Coupe - Hyundai Sonata - Kia Sportage - Lancia Musa - Maserati MC12 - Mazda 5 - Mercedes-Benz A-Class - Mercedes-Benz CLS-Class - MG TF (France-only) - Mitsubishi Colt CZ3/CZT - Mitsubishi Outlander (turbo) | - Opel Astra GTC - Peugeot 1007 - Peugeot 607 - Peugeot 907 - Porsche 911 Carrera - Porsche Boxster - Renault Fluence Concept - Seat Toledo - Škoda Octavia Wagon - Smart Forfour Sportstyle - Suzuki Swift - Toyota Land Cruiser - Volkswagen Golf GTI - Volvo XC90 V8 |

## 2006
Проходил с 30 сентября по 15 октября 2006 года.

| - Alfa Romeo 8C Competizione - Audi A3 1.8 TFSI - Audi A4 2.8 FSI - Audi R8 - Bentley Arnage facelift - Chevrolet WTCC Ultra concept - Chrysler Sebring - Citroën C4 Picasso long wheelbase - Citroën C4 WRC - Citroën C-Métisse diesel-hybrid concept - Dacia Logan и Dacia Logan MCV - Daihatsu D-Compact X-Over prototype - Daihatsu Materia - Dodge Avenger concept - Dodge Nitro - Fiat Panda Sport - Ford Iosis X concept - Ford Mondeo Wagon concept - Great Wall Hover - Honda Civic Type-R - Honda CR-V - Honda FR-V facelift - Hyundai Arnejs concept - Hyundai Grandeur 2.2 CRDi | - Hyundai Coupé facelift - Kia cee'd 5-door hatchback & station wagon - Kia Opirus facelift (Europe introduction) - Kia pro_cee'd 3-door hatchback concept - Lamborghini Gallardo Nera (Special Edition) - Lancia Delta HPE concept - Lancia Ypsilon facelift - Land Rover Defender facelift - Land Rover Freelander - Landwind Fashion - Lexus LS600h - Maserati GranSport - Mazda CX-7 - Mercedes-Benz CL 63 AMG - Mercedes-Benz SLR McLaren 722 Edition - MINI Cooper и Cooper S - Mitsubishi Outlander concept - Mitsubishi Pajero - Nissan Qashqai - Opel Antara - Opel Corsavan concept - Peugeot 207 Epure concept - Peugeot 207 Spyder track car - Peugeot 908 HDi FAP Le Mans - Peugeot 908 RC concept | - Renault Koléos concept - Renault Nepta concept - Renault Twingo concept - SEAT Altea XL - Škoda Joyster concept - Škoda Octavia Scout - Smart Fortwo Edition Red (Special Edition) - SsangYong Actyon - Subaru B9 Tribeca - Subaru Impreza 1.5 R - Subaru Legacy/Outback - Suzuki Splash concept - Suzuki Swift Sport - Toyota Auris Space concept - Toyota Yaris TS - Volkswagen CrossGolf - Volkswagen Iroc concept - Volkswagen Touareg facelift - Volkswagen Touran facelift - Volvo C30 |

## 2008
Проходил с 4 октября по 19 октября 2008 года.

| - Aston Martin One-77 - Audi RS6 - Audi S4 - Bentley Arnage Final Edition - BMW 3-series E90 - BMW 7-Series F01 - Cadillac CTS Sport Wagon - Chevrolet Cruze - Chevrolet Volt - Citroën C3 Picasso - Dacia Logan MCV facelift - Dacia Logan eco2 - Dacia Sandero - Ferrari California - Fiat 500 Abarth SS - Ford Fiesta Panel Van - Ford Ka Mk II - Ford Kuga Individual | - Hyundai i20 - Infiniti EX37 - Infiniti FX37 - Kia Soul - Lexus IS 250C/350C convertible - Lumeneo SMERA - Mazda MX-5 mid-life facelift - Mercedes-Benz S400 BlueHybrid - Mitsubishi Lancer Sportback - Nissan Note - Nissan Pixo - Opel Insignia - Peugeot 308 CC - Peugeot 407 restyle - PGO Hemera - Porsche 911 Targa (обновление) - Porsche Boxster S Porsche Design Edition 2 - Porsche Cayenne S Transsyberia | - Porsche Cayman S Sport - Renault Laguna III Coupe - Renault Mégane Mk III - SEAT Exeo - Smart Fortwo ED (Electric Drive) - Subaru Forester - Suzuki Alto - Suzuki SX4 FCV - Škoda Octavia (1996), Mk II (рестайлинг) - Toyota Avensis - Toyota iQ - Toyota Urban Cruiser - Volkswagen Golf 6 - Volvo C30/S40/V50 1.6D DRIVe |

### Концепт-кары
| - Audi A1 Sportback - BMW X1 - BMW 7-Series ActiveHybrid - Chevrolet Orlando - GT by Citroën - Citroën C-Cactus Hybrid - Citroën Hypnos - Honda Insight | - LADA Revolution III - Lamborghini Estoque - Lexus LF-Xh - Maserati GranTurismo MC - Mazda Kiyora - Mercedes-Benz ConceptFASCINATION - MINI Crossover - Nissan Nuvu | - Peugeot Prologue - Peugeot RC - Pininfarina B0 - Renault Ondelios - Renault Z.E. - Saab 9-X Air BioHybrid - SsangYong C200 |

## 2010
Проходил с 2 сентября по 17 октября 2010 года.

| - Audi A7 - Audi R8 Spyder - Bentley Continental GT - BMW X3 - Chevrolet Aveo - Chevrolet Captiva - Chevrolet Cruze хетчбэк - Chevrolet Orlando - Citroën C4 II - Citroën C5 facelift - Citroën DS4 - Ferrari 599 GTO - Ferrari 599 SA Aperta - Ford Focus ST - Ford Mondeo ECOnetic - Honda Jazz Hybrid - Hyundai Genesis Coupe (Европейский дебют) | - Hyundai i10 - Hyundai ix20 - Jeep Grand Cherokee (Европейский дебют) - Lexus IS - Lotus Evora S - Lotus Evora IPS - Maserati GranTurismo MC Stradale - Mastretta MXT - Mazda 2 рестайлинг - Mercedes-Benz A-Class electric - Mercedes-Benz CLS - Nissan GT-R facelift - Nissan X-Trail facelift - Opel Astra Sports Tourer - Peugeot 3008 Hybrid4 - Peugeot 508 (Мировой дебют) - Porsche 911 Carrera GTS | - Porsche 911 Speedster - Range Rover Evoque - Renault Espace facelift - Renault Laguna facelift - Renault Latitude - Renault Twizy - Saab 9-3 SportWagon Electric - Suzuki Swift - Toyota Ractis - Toyota Verso-S (Мировой дебют) - Venturi Fétish II - Volkswagen Passat facelift, (B7) - Volvo S60 R-Design - Volvo V60 |

### Концепт-кары
| - Audi e-Tron Spyder - Audi quattro concept - BMW 6 Series concept - Citroën Lacoste - Exagon Furtive e-GT - Hyundai ix35 diesel-hybrid concept - Infiniti IPL G Convertible concept - Jaguar C-X75 - Kia Pop EV - Lamborghini Sesto Elemento | - Lotus CityCar plug-in hybrid concept - Lotus Elise concept - Lotus Elite - Lotus Esprit - Lotus Eterne - Mazda Shinari - Nissan Townpod - Opel GTC Paris - Peugeot HR1 | - Peugeot EX1 Concept - Renault ZOE - Renault DeZir - Saab ePower - SEAT IBE (обновление) - Toyota FT-CH (Европейский дебют) - Venturi America - Volvo C30 DRIVe Electric |

### Участники
| - Abarth - Alfa Romeo - Aixam Mega - Audi - Bentley Motors - Bi-Scot - BMW - Cadillac - Chatenet Automobiles - Chevrolet - Chrysler - Citroën - Comarth - Courb - CT&T United - Dacia - Eco & Mobilité - Ecomobilys - Eon Motors - Exagon - Ferrari - Fiat - Fisker - Ford | - GEF Motors - Grecav - Heuliez - Honda - Hyundai - Infiniti - Isuzu - Jaguar - Jeep - Kia - Lamborghini - Lancia - Land Rover - Lexus - Ligier - Lumeneo - Mam Strager - Maserati - Mastretta - Matra - Maybach - Mazda - Mega | - Mercedes-Benz - Microcar - Mini - Mitsubishi - Nissan - Think Global - Opel - Peugeot - Porsche - Renault - Rolls Royce - Saab - Seat - Škoda Auto - Smart - Suzuki - Tazzari - Tesla Motors - Toyota - Vehicules ElectriquesPininfarina Bollore - Venturi - Volkswagen - Volvo |

## 2012
Проходил с 29 сентября по 14 октября 2012 года.

| - Audi A3 Sportback - Audi RS5 Cabriolet - BMW 1 Series 3DR - BMW 3 Series Touring - Chevrolet Trax - Citroën C3 Picasso facelift - Citroën DS3 convertible - Fiat 500X - Fisker Karma Surf - Ford Mondeo MkV - Ford Tourneo Connect | - Hyundai i30 3DR - Hyundai ix35 Fuel Cell - Jaguar F-Type - Kia Carens - Kia Sorento - Lexus LS facelift - Maserati GranTurismo Convertible MC - Mazda6 Wagon - Mercedes-Benz A45 AMG - Mercedes-Benz CLS63 AMG Shooting Brake - Mercedes-Benz SLS AMG Electric Drive | - Mini Paceman - Mitsubishi Outlander P-HEV - Opel Adam - Peugeot 301 - Porsche 911 (991) Carrera 4/4S - Range Rover (L405) - Škoda Rapid - Volkswagen Golf VII, GTI, BlueMotion - Volvo V40 Cross Country, RDesign |

### Концепт-кары
| - Audi e-Tron Spyder - Audi quattro concept - BMW 6 Series concept - Citroën Lacoste - Exagon Furtive e-GT - Hyundai ix35 diesel-hybrid concept - Infiniti IPL G Convertible concept - Jaguar C-X75 - Kia Pop EV | - Lamborghini Sesto Elemento - Lotus CityCar plug-in hybrid concept - Lotus Elise concept - Lotus Elite - Lotus Esprit - Lotus Eterne - Mazda Shinari - Nissan Townpod - Opel GTC Paris | - Peugeot HR1 - Peugeot EX1 Concept - Renault ZOE - Renault DeZir - Saab ePower - SEAT IBE (обновление) - Toyota FT-CH (Европейский дебют) - Venturi America - Volvo C30 DRIVe Electric |